# Daniel Nlandu
Daniel Nlandu Mayi (ur. 19 października 1953 w Kinszasie, zm. 12 grudnia 2021 w Matadi) – kongijski duchowny katolicki, biskup Matadi w latach 2010–2021.

## Życiorys
Święcenia kapłańskie przyjął 20 kwietnia 1980.

## Episkopat
29 października 1999 papież Jan Paweł II mianował go biskupem pomocniczym archidiecezji kinszaskiej oraz biskupem tytularnym Cataquas. Sakry biskupiej udzielił mu 30 stycznia 2000 arcybiskup Kinszasy - kardynał Frédéric Etsou-Nzabi-Bamungwabi.
11 listopada 2008 papież Benedykt XVI mianował go biskupem koadiutorem diecezji Matadi. Rządy w diecezji objął 21 września 2010.
6 marca 2021 papież Franciszek przyjął jego rezygnację z pełnionej funkcji.
Zmarł 12 grudnia 2021.